# Nyssopsora citriobati
Nyssopsora citriobati är en svampart som beskrevs av Syd. 1938. Nyssopsora citriobati ingår i släktet Nyssopsora och familjen Raveneliaceae.   Inga underarter finns listade i Catalogue of Life.